# Roscelin iz Compiegneja
Roscelin iz Compiegneja (latinsko: Roscellinus Compendiensis), francoski filozof in teolog, * okoli 1050, † okoli 1125.
Prištevamo ga med glavne predstavnike srednjeveškega sholastičnega nominalizma, po katerem so realno obstoječe samo posameznosti (partikuarije), ne pa tudi občosti (univerzalije). Slednje so v razmerju do partikularij zgolj glasovi oziroma piš glasu (lat. flatus voces). 

## Delo in vplivi
Nobeno njegovo delo se ni ohranilo, vendar je mogoče njegov ekstremni nominalizem rekonstruirati iz obtožb sodobnikov, ki jih ni imel malo. Dali so mu celo vzdevek Doctor diabolicus (Hudičev doktor), izjemen primer srednjeveške prakse, ki je z vzdevki Doctor in priponami, kot so angelicus, mirabilis in invincibilis, raje izkazovala čast, kot sramotila.
Leta 1092 je bil obtožen herezije zaradi nominalističnega izpeljevanja teološke razprave o logičnem smislu Svete Trojice. Pravoverno stališče je bilo, da se logike in teologije ne meša. Aristotel je bil avtoriteta za logiko in Avguštin za teologijo. Roscelin krši to načelo in logiko ter teologijo spravi skupaj z zanj neprijetnimi posledicami.  Preseneča dejstvo, da mu po obtožbah niso prepovedali poučevati. Kljub temu, da je bil prvi Abelardov učitelj, je bil Roscelinov odnos z Abelardom precej zapleten. Abelard je Roscelina obtožil postavljanja razuma pred vero, kar je razumljivo, saj se je hotel oddaljiti od svojega učitelja. Roscelina v svojih spisih nikjer ne omenja, razen v obtožbah. Edino Roscelinovo pismo, ki se je ohranilo, je zbadljivo pisanje Abelardu, v katerem se norčuje iz njegove kastracije. Četudi Roscelinu sodobniki niso mogli dokazati herezije, so njegovo početje smatrali za bogokletno in nevarno. Najpomembnejši Roscelinov nasprotnik je bil Anzelm iz Canterburya, ki je leta 1089 papežu Urbanu II. predal pisno obtožbo proti njemu. Nedvomno so nasprotovanja Roscelinu dosegla vsaj to, da se ni ohranilo nobeno njegovo logično-filozofsko delo.